# Provincia de Catanzaro
Catanzaro (italiano Provincia di Catanzaro, pruvincia e Catanzaru en dialecto catanzarese) es una provincia italiana ubicada en Calabria. Tiene una población de 359.216 habitantes y su capital es la ciudad de Catanzaro.
Limita al oeste con el mar Tirreno, al norte con la provincia de Cosenza, al noreste con la provincia de Crotone, al este con el mar Jónico, al sur con la provincia de Reggio Calabria y al suroeste con la provincia de Vibo Valentia.